# Marcelo Suárez
Marcelo Fabián Suárez Campos (Montevideo, Uruguay, 2 de diciembre de 1970) es un exfutbolista con extensa trayectoria nacional e internacional. Actualmente se desempeña como entrenador de fútbol. Posee la Licencia Pro. Jugaba de delantero y militó en diversos clubes de Uruguay, Chile, México y Colombia. Es casado, tiene tres hijos y actualmente vive en la ciudad de Montevideo, capital de Uruguay.

## Trayectoria

### Como jugador
Se desarrolló como futbolista ocupando la posición de delantero. Debutó como profesional en Progreso de Uruguay a los 19 años. Este club marcó su posterior trayectoria puesto que en ese mismo año salió campeón.
En el año 1995, en su madurez futbolística fue citado a la selección nacional absoluta.
A partir del año 1996 tuvo pasajes en el exterior (México y Colombia), en alternancia con clubes de Uruguay.
En el año 2002, previo pasaje por China, desembarcó en Puerto Montt (Chile) donde desarrollaría una etapa muy prolífica de su carrera. Con este club, además de lograr el campeonato y lograr el ascenso a primera división, 
se destacó como goleador. Para el club significó el primer campeonato de su era profesional.
Posteriormente pasó por otros clubes del país trasandino donde también logró un campeonato con Everton siendo al mismo tiempo el segundo mejor goleador. Su pasaje por tierras chilenas culminó en San Marcos de Arica. Unos años después (2008) decidió retornar a su país, dando paso, a partir del año 2011 a su carrera como entrenador.

### Como entrenador
Al tiempo que inició sus estudios de entrenador, en el año 2011 tuvo su primera experiencia como entrenador alterno en el club de sus orígenes, Progreso de Uruguay, donde allí logró ascenderlo a primera división. Posteriormente pasó por el Club Danubio donde como integrante del cuerpo técnico obtuvo el Campeonato Uruguayo de primera división profesional.  En 2017, ya como entrenador alterno de un equipo grande de Uruguay (Peñarol), volvió a obtener el Campeonato Uruguayo. Durante este mismo año (2017) logró finalmente obtener su licencia de entrenador de nivel PRO, lo que lo habilita a dirigir en cualquier país de Sudamérica. Es de destacar que también obtuvo como integrante del cuerpo técnico del Club Peñarol la primera edición de la Supercopa Uruguaya (2018) ante su tradicional rival (Nacional de Montevideo).

## Clubes

### Como jugador
| Club                     | País     | Año       |
| ------------------------ | -------- | --------- |
| Progreso                 | Uruguay  | 1989-1995 |
| Central Español          | Uruguay  | 1996      |
| Venados de Yucatán       | México   | 1996      |
| Rentistas                | Uruguay  | 1997      |
| Unicosta de Barranquilla | Colombia | 1998      |
| River Plate (Montevideo) | Uruguay  | 1999      |
| Huachipato               | Chile    | 2000      |
| Liverpool (Montevideo)   | Uruguay  | 2001      |
| Deportes Puerto Montt    | Chile    | 2002      |
| Everton de Viña del Mar  | Chile    | 2003      |
| Deportes La Serena       | Chile    | 2004      |
| Unión La Calera          | Chile    | 2004      |
| San Marcos de Arica      | Chile    | 2005-2007 |
| La Luz FC                | Uruguay  | 2008-2009 |

### Como entrenador
| Club                                 | País    | Año       |
| ------------------------------------ | ------- | --------- |
| Progreso (segundo entrenador)        | Uruguay | 2011-2012 |
| Danubio (segundo entrenador)         | Uruguay | 2012-2015 |
| Unión La Calera (segundo entrenador) | Chile   | 2016      |
| Danubio (segundo entrenador)         | Uruguay | 2016      |
| Peñarol (segundo entrenador)         | Uruguay | 2017-2018 |
| Uruguay Montevideo                   | Uruguay | 2019      |
| Rivera Hinterland Fútbol Club        | Uruguay | 2020      |
| Rocha Fútbol Club                    | Uruguay | 2020-2022 |
| Rampla Juniors                       | Uruguay | 2022      |
| Cerrito                              | México  | 2025      |

### Títulos nacionales
| Título              | Club                  | País    | Año  |
| ------------------- | --------------------- | ------- | ---- |
| Campeonato Uruguayo | Progreso              | Uruguay | 1989 |
| Primera B de Chile  | Deportes Puerto Montt | Chile   | 2002 |